# Кутаисская
Кутаисская — станица в муниципальном образовании «город Горячий Ключ» Краснодарского края. Входит в состав Черноморского сельского округа.

## География
Станица расположена в лесной предгорной зоне, на левом берегу реки Шкелюк. Находится в 12 км к востоку от города Горячий Ключ (по дороге 14 км).

## История
Станица была основана в 1864 году. 

## Население
| 2002 | 2010 |
| ---- | ---- |
| 239  | ↗324 |

## Известные уроженцы
- Поздняков, Анатолий Иванович (род. 1948) — российский почвовед